# Alexis Anglade
Alexis Clarissa Anglade (Boston, 28 de septiembre de 2001) es una deportista estadounidense que compite en esgrima, especialista en la modalidad de sable. En los Juegos Panamericanos de 2023 obtuvo una medalla de oro en la prueba por equipos.

## Palmarés internacional
| Juegos Panamericanos | Juegos Panamericanos | Juegos Panamericanos | Juegos Panamericanos |
| Año                  | Lugar                | Medalla              | Prueba               |
| -------------------- | -------------------- | -------------------- | -------------------- |
| 2023                 | Santiago (Chile)     | Medalla de oro       | Sable por equipos    |